# Cor Bijster
Cornelis „Cor” Bijster (ur. 13 grudnia 1922 w Haarlemie, zm. 24 października 1998 w Amsterdamie) – holenderski kolarz torowy, dwukrotny medalista torowych mistrzostw świata.

## Kariera
Pierwszy sukces w karierze Cor Bijster osiągnął w 1946 roku, kiedy zdobył brązowy medal w sprincie indywidualnym amatorów podczas torowych mistrzostw świata w Zurychu. W zawodach tych wyprzedzili go jedynie Szwajcar Oscar Plattner oraz Duńczyk Axel Schandorff. Na rozgrywanych rok później mistrzostwach świata w Paryżu w tej samej konkurencji zajął drugie miejsce, ulegając tylko Regowi Harrisowi z Wielkiej Brytanii. Ponadto wielokrotnie zdobywał medale torowych mistrzostw Holandii, ale nigdy nie zwyciężył. Nigdy również nie wystartował na igrzyskach olimpijskich.